# Loi sur la transparence et l'éthique en matière de lobbyisme
La Loi sur la transparence et l’éthique en matière de lobbyisme est une loi promulguée par l'Assemblée nationale du Québec qui régule la pratique du lobbyisme.